# سوسامی، واکایاما
سوسامی، واکایاما (به لاتین: Susami, Wakayama) یک منطقهٔ مسکونی در ژاپن است که در استان واکایاما واقع شده‌است. سوسامی ۴٬۷۹۵ نفر جمعیت دارد.